# Papendorf (Pomerania Anteriore-Greifswald)
Papendorf è un comune del Meclemburgo-Pomerania Anteriore, in Germania.

Appartiene al circondario (Landkreis) della Pomerania Anteriore-Greifswald ed è parte della comunità amministrativa (Amt) di Uecker-Randow-Tal.